# Richard Ludha
Richard Ludha (* 8. listopadu 2000, Prievidza) je slovenský fotbalový brankář, odchovanec Podbrezové. Aktuálně působí v týmu FK Teplice (2024). V minulosti také působil v mládežnických kategoriích slovenské reprezentace, nachomýtl se i do širšího kádru seniorské reprezentace.